# Городская библиотека Кёнигсберга
Городская библиотека Кёнигсберга (нем. Stadtbibliothek Königsberg) была размещена в 1628 году в недавно построенном в Альтштадте школьном интернате для бедных. Иоганн Грауманн завещал свою библиотеку Альтштадту, которая и стала основой для городской библиотеки.

## История

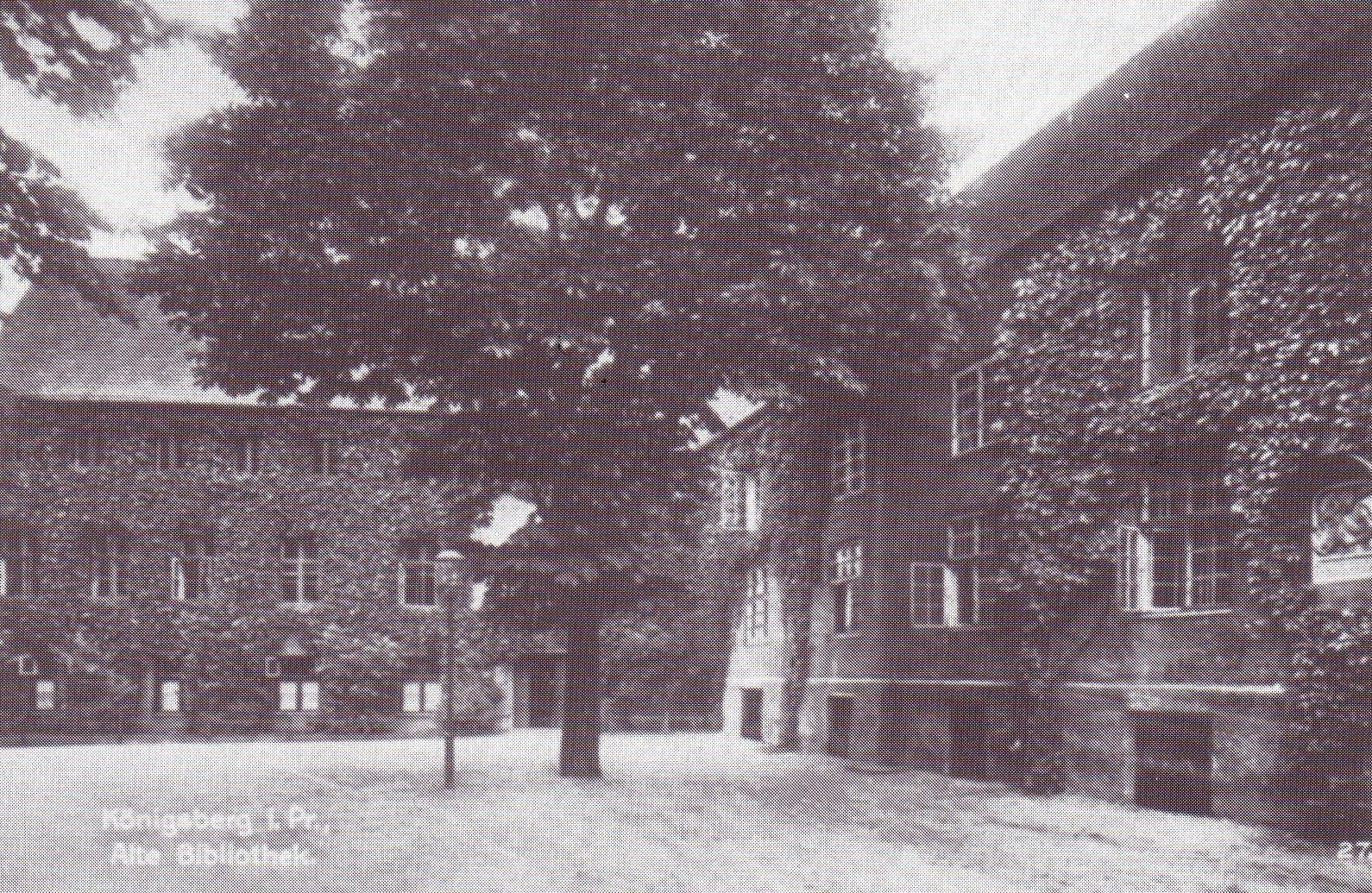
Старое здание библиотеки

Благодаря городскому секретарю Х. Баршу библиотека стала публичной с 1718 года. Он дал в дар библиотеке свою библейскую коллекцию. Другими дарителями были Ломоллер, с 300 томами преимущественно по юриспруденции, в 1837 году Теодор Готлиб фон Гиппель-младший и в 1889 городской советник Генше со своими библиотеками. Рудольф Райке пожертвовал 2150 томов в 1907 году.
В 1737 году библиотека была перенесена в Альтштадтскую латинскую школу, а в 1773 году в Альтштадтскую ратушу, где был создан читальный зал. В 1810 году она была помещена в Королевский дом, а в 1875 году, наконец, в Коллегию Альбертинум за Кенигсбергским собором.
Руководителем публичной библиотеки был в 1728—1748 годах преподобный Михаэль Лилиенталь, в 1786—1804 годах — Кристиан Якоб Краус, с 1844 года Фридрих Адольф Мекельбург, в 1875—1897 годах — Август Виттих, с 1900 года Эрнст Серафим, с 1923 года Кристиан Кроллманн, с 1934 года Виллиам Мейер, и с 1938 года Фриц Гаузе.
Городская библиотека Кёнигсберга насчитывала 106 000 томов. Библиотека подверглась разрушению в ходе бомбардировок Кёнигсберга британскими воздушными силами в 1944 году. Около шестидесяти рукописей и несколько коробок книг Городской библиотеки Кёнигсберга были недавно обнаружены в Российской государственной библиотеке.